# فيابونا
بلدية فيابونا (بالإسبانية: Villabona) هي بلدية تقع في مقاطعة غيبوثكوا التابعة لمنطقة إقليم الباسك شمال إسبانيا.

## الديموغرافيا
بلغ عدد سكان بلدية فيابونا 5.863 نسمة عام 2011 (وفقاً للمعهد الوطني للإحصاء الإسباني).
| 5.370 | 5.443 | 5.584 | 5.745 | 5.750 | 5.783 | 5.863 |